# Dawson Walker
Dawson Walker (Dundee, 1916. március 14. – 1973. augusztus 17.) skót labdarúgóedző. 1958-ban bízták meg a válogatott játékosok felkészítésével a müncheni légikatasztrófa miatt, amiben az akkori szövetségi kapitány Matt Busby súlyosan megsérült.
Az 1958-as világbajnokságon az ő irányításával vett részt a válogatott, ahol Jugoszlávia ellen 1–1-es döntetlent értek el a skótok, Paraguaytól 3–2-re, Franciaországtól pedig 2–1-re kaptak ki.

## Statisztika
| Csapat             | Nemzet | Időszak                             | Eredmény | Eredmény | Eredmény | Eredmény | Eredmény |
| Csapat             | Nemzet | Időszak                             | M        | GY       | D        | V        | GY %     |
| ------------------ | ------ | ----------------------------------- | -------- | -------- | -------- | -------- | -------- |
| Skócia (megbízott) | Skócia | 1958. február 6. – 1958. június 15. | 6        | 1        | 2        | 3        | 16,67    |